# Ito Makito
Makito Ito (伊藤 槙人 Itō Makito, sinh ngày 18 tháng 10 năm 1992) là một cầu thủ bóng đá người Nhật Bản.

## Thống kê câu lạc bộ
Cập nhật đến ngày 23 tháng 2 năm 2018.
| Thành tích câu lạc bộ | Thành tích câu lạc bộ | Thành tích câu lạc bộ | Giải vô địch | Giải vô địch | Cúp                   | Cúp                   | Tổng cộng | Tổng cộng |
| Mùa giải              | Câu lạc bộ            | Giải vô địch          | Số trận      | Bàn thắng    | Số trận               | Bàn thắng             | Số trận   | Bàn thắng |
| Nhật Bản              | Nhật Bản              | Nhật Bản              | Giải vô địch | Giải vô địch | Cúp Hoàng đế Nhật Bản | Cúp Hoàng đế Nhật Bản | Tổng cộng | Tổng cộng |
| --------------------- | --------------------- | --------------------- | ------------ | ------------ | --------------------- | --------------------- | --------- | --------- |
| 2015                  | JEF United Chiba      | J2 League             | 1            | 0            | 0                     | 0                     | 1         | 0         |
| 2016                  | Mito HollyHock        | J2 League             | 18           | 0            | 2                     | 0                     | 20        | 0         |
| 2017                  | Mito HollyHock        | J2 League             | 2            | 0            | 1                     | 1                     | 3         | 1         |
| 2017                  | Fujieda MYFC          | J3 League             | 15           | 1            | 0                     | 0                     | 15        | 1         |
| Tổng                  | Tổng                  | Tổng                  | 36           | 1            | 3                     | 1                     | 39        | 2         |